# Sipí
Sipí é um município da Colômbia, localizado no departamento de Chocó.

## Economia
A principal atividade econômica do município é a mineração de ouro e platina realizada nas proximidades do rio Sipí (San Agustín) e Taparal. A atividade agrícola é de pequena escala e familiar.